# Lespezi (okręg Bacău)
Lespezi – wieś w Rumunii, w okręgu Bacău, w gminie Gârleni. W 2011 roku liczyła 2314 mieszkańców.